# 艾爾尼多
愛妮島（官方名稱為愛妮島自治市）是菲律賓的第一級自治市與巴拉望省的自然保護區。距離馬尼拉約420公里，距巴拉望省首府公主港約238公里。因為其白沙海灘、珊瑚礁、石灰岩懸崖聞名於世。
愛妮島目前在美國雜誌《康泰納仕旅遊家》的「世界最美麗的二十個海灘」中排名第一。愛妮島擁有豐富的自然資源和生態系統  ，CNNGo網站曾評論愛妮島「擁有菲律賓最棒的海灘與島嶼」。

## 人口統計

### 族群
最初居住在愛妮島的民族為塔巴努亞斯族和古約農族。幾世紀以來，他加祿人、比科爾人、米沙鄢人、伊羅戈人、漢人和西班牙人不斷地移入愛妮島。此外也有少數的德意志人和韓國人。各族之間的通婚在愛妮島相當罕見。

### 語言
主要語言為他加祿語。此外，不少人精通英語、米沙鄢語（西樂給儂語、基那來阿語、宿霧語和瓦瑞瓦瑞語）和比科爾語。

## 交通

### 航空

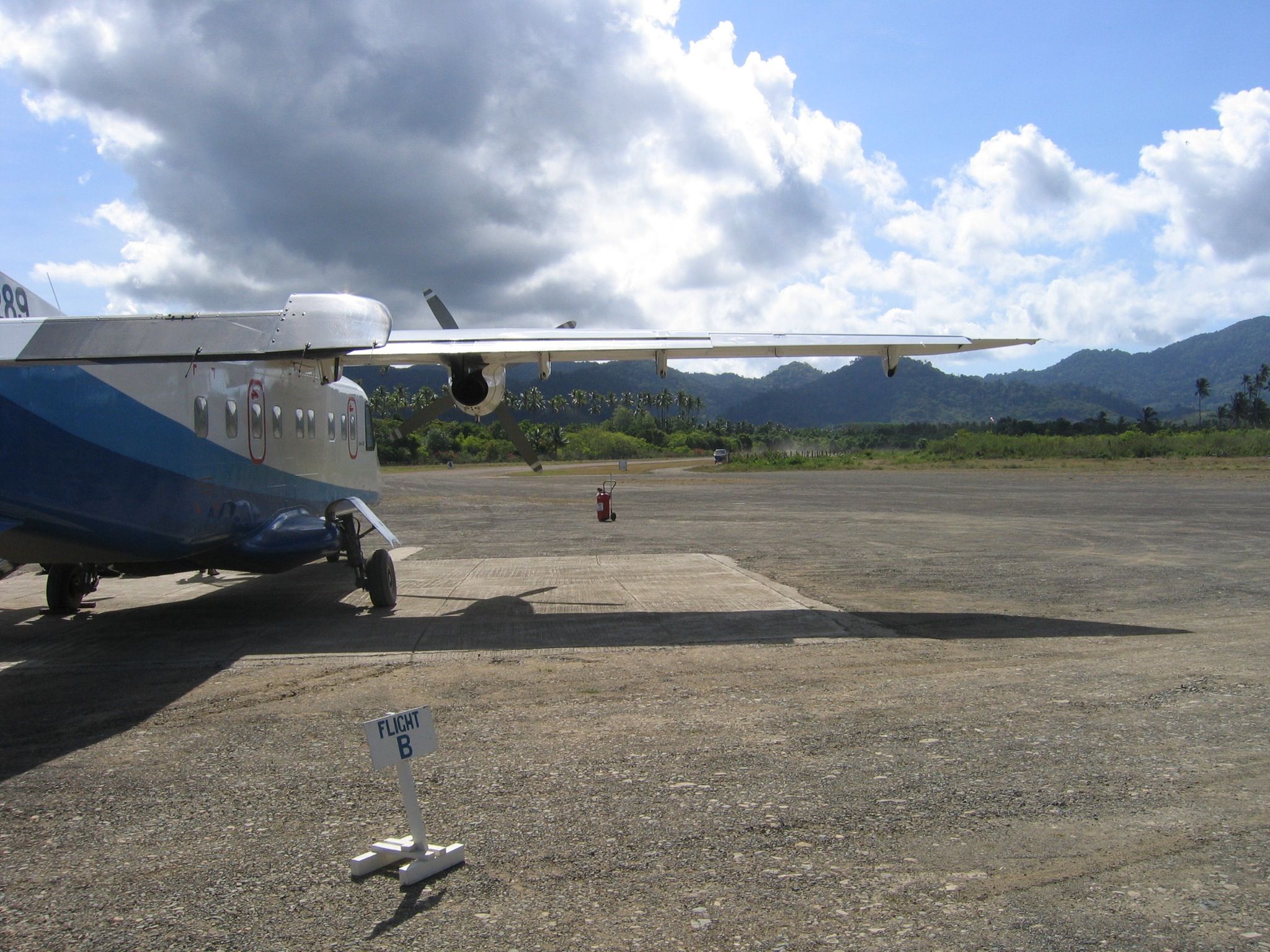
停泊在里歐機場的島嶼航空多尼爾228。

愛妮島機場，別名里歐機場，為艾爾尼多唯一的機場。

## 出處
1. ↑  El Nido: What to Do in the Closest Thing to Paradise 的存檔，存档日期2008-08-21..
2. ↑  . Local Governance Performance Management System.   [2016年7月].[永久]
3. ↑  NSCB:El Nido Income Classification （页面存档备份，存于） Accessed 2016年7月
4. ↑   （页面存档备份，存于），2016年7月
5. ↑  .   [2016-07-19]. （原始内容存档于2021-04-19）.
6. ↑  Destination of the Month: El Nido, Palawan （页面存档备份，存于）. Wow Philippines UK website. Accessed May 15, 2012.
7. ↑  菲律賓最美麗的海灘與島嶼 （页面存档备份，存于）. Guide to the Philippines website. Accessed 2016年7月
8. ↑  El Nido named Best Philippine Beach （页面存档备份，存于）. ABS-CBN website. Accessed 2016年7月
9. ↑  .   [2016-07-19]. （原始内容存档于2021-04-22）.